# Old Bridge 200
Old Bridge 200, var ett Nascar-lopp ingående i Nascar Grand National Series (nuvarande Nascar Cup Series) som kördes 1956–1958 och 1963–1965 på den 0,5 mile (804,672 m) långa ovalbanan Old Bridge Stadium i Old Bridge Township i New Jersey.

## Tidigare namn
- Inget specifikt namn (1956-1958, 1963)
- Fireball Roberts 200 (1964)

## Vinnare genom tiderna
| Säsong      | Datum           | Nr        | Förare           | Team/Ägare                  | Konstruktör | Distans   | Distans       | Tid       | Snitthastighet (mph) | Rapport   | Ref       |
| Säsong      | Datum           | Nr        | Förare           | Team/Ägare                  | Konstruktör | Varv      | Miles (km)    | Tid       | Snitthastighet (mph) | Rapport   | Ref       |
| ----------- | --------------- | --------- | ---------------- | --------------------------- | ----------- | --------- | ------------- | --------- | -------------------- | --------- | --------- |
| 1956        | 17 augusti 1956 | 12        | Ralph Moody      | DePaolo Engineering         | Ford        | 200       | 100 (160.934) | 1:32.04   | 65,170               |           | [ 1 ]     |
| 1957        | 16 augusti 1957 | 42        | Lee Petty        | Petty Enterprises           | Oldsmobile  | 200       | 100 (160.934) | 1:31.10   | 65,813               |           | [ 2 ]     |
| 1958        | 27 april 1958   |           | Jim Reed         | Jim Reed                    | Ford        | 187       | 94 (151,278)  | 1:21.32   | 68,438               |           | [ 3 ]     |
| 1959 - 1962 | Kördes ej       | Kördes ej | Kördes ej        | Kördes ej                   | Kördes ej   | Kördes ej | Kördes ej     | Kördes ej | Kördes ej            | Kördes ej | Kördes ej |
| 1963        | 19 juli 1963    | 22        | Fireball Roberts | Holman Moody                | Ford        | 200       | 100 (160.934) | 1:22.10   | 73,022               |           | [ 4 ]     |
| 1964        | 10 juli 1964    | 1         | Billy Wade       | Bud Moore Engineering       | Mercury     | 200       | 100 (160.934) | 1:21.12   | 73,891               | Rapport   | [ 5 ]     |
| 1965        | 9 juli 1965     | 26        | Junior Johnson   | Junior Johnson & Associates | Ford        | 200       | 100 (160.934) | 1:23.14   | 72,087               | Rapport   | [ 6 ]     |